# Hazel Green (Alabama)
Hazel Green és una concentració de població designada pel cens dels Estats Units a l'estat d'Alabama. Segons el cens del 2000 tenia 3.805 habitants.

## Demografia
Segons el cens del 2000, Hazel Green tenia 3.805 habitants, 1.340 habitatges, i 1.080 famílies. La densitat de població era de 146,3 habitants/km².
Dels 1.340 habitatges en un 46,1% hi vivien nens de menys de 18 anys, en un 66,1% hi vivien parelles casades, en un 10,6% dones solteres, i en un 19,4% no eren unitats familiars. En el 17,2% dels habitatges hi vivien persones soles el 4,9% de les quals corresponia a persones de 65 anys o més que vivien soles. El nombre mitjà de persones vivint en cada habitatge era de 2,82 i el nombre mitjà de persones que vivien en cada família era de 3,18.
Per edats la població es repartia de la següent manera: un 31,3% tenia menys de 18 anys, un 7,1% entre 18 i 24, un 35,3% entre 25 i 44, un 18,7% de 45 a 60 i un 7,7% 65 anys o més.
L'edat mediana era de 33 anys. Per cada 100 dones hi havia 98,1 homes. Per cada 100 dones de 18 o més anys hi havia 95,4 homes.
La renda mediana per habitatge era de 40.263 $ i la renda mediana per família de 45.174 $. Els homes tenien una renda mediana de 33.005 $ mentre que les dones 23.929 $. La renda per capita de la població era de 18.397 $. Aproximadament el 4,2% de les famílies i el 6,3% de la població estaven per davall del llindar de pobresa.

## Poblacions més properes
El següent diagrama mostra les poblacions més properes.